# 1033年
| 千纪： | 2千纪 |
| 世纪： | 10世纪 \| 11世纪 \| 12世纪                                                                                 |
| 年代： | 1000年代 \| 1010年代 \| 1020年代 \| 1030年代 \| 1040年代 \| 1050年代 \| 1060年代                           |
| 年份： | 1028年 \| 1029年 \| 1030年 \| 1031年 \| 1032年 \| 1033年 \| 1034年 \| 1035年 \| 1036年 \| 1037年 \| 1038年 |
| 纪年： | 癸酉年（鸡年）；契丹重熙二年；北宋明道二年；大理正治七年；西夏显道二年；越南天成六年；日本長元六年         |

## 大事记
- 宋仁宗親政。

## 出生
- 李舜举，北宋将军（1082年去世，49岁）
- 程頤 北宋理學家（1107年去世，74岁）

## 逝世
- 章獻皇后，劉姓，宋真宗的皇后，宋朝第一任攝政的皇太后。